# Oostenrijk op het Eurovisiesongfestival 2018
Oostenrijk nam deel aan het Eurovisiesongfestival 2018 in Lissabon, Portugal. Het was de 51ste deelname van het land aan het Eurovisiesongfestival. ORF was verantwoordelijk voor de Oostenrijkse bijdrage voor de editie van 2018.

## Selectieprocedure
Op 5 december 2017 werd via de radiozender OE3 bekendgemaakt wie Oostenrijk zal vertegenwoordigen op het Eurovisiesongfestival. De Österreichischer Rundfunk koos intern voor zanger Cesár Sampson. Het lied waarmee hij naar Lissabon zou trekken, werd op 9 maart gepresenteerd aan het grote publiek. De Oostenrijkse bijdrage kreeg als titel Nobody but you.

## In Lissabon

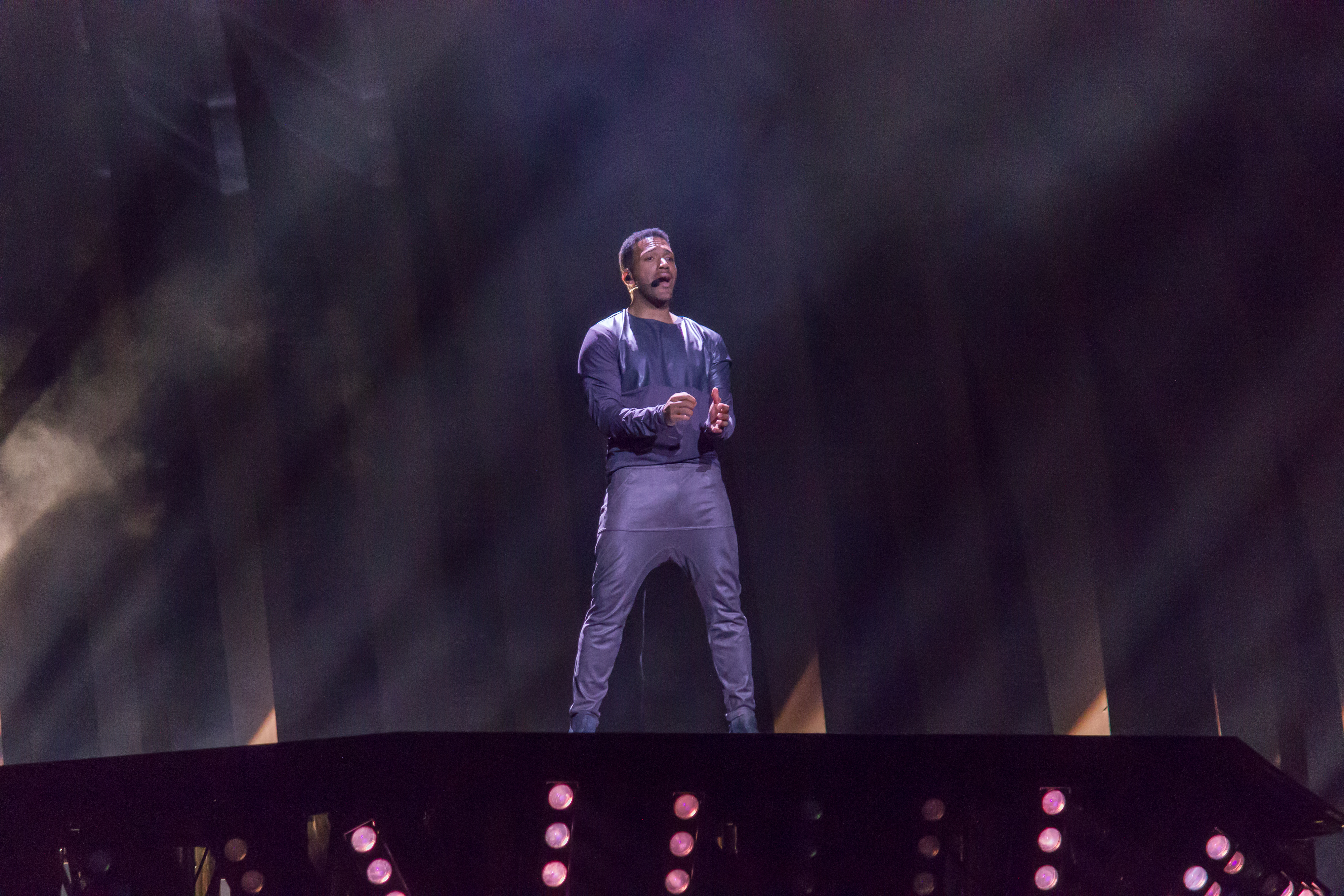
Cesár Sampson tijdens de repetities van de halve finale

Oostenrijk trad aan in de eerste halve finale, op dinsdag 8 mei 2018. Cesár Sampson was als dertiende van negentien artiesten aan de beurt, net na Franka Batelić uit Kroatië en gevolgd door Gianna Terzi uit Griekenland. Oostenrijk eindigde als vierde en wist zo door te stoten naar de finale. Daarin was Cesár Sampson als vijfde van 26 artiesten aan de beurt, net na Ieva Zasimauskaitė uit Litouwen en gevolgd door Elina Netsjajeva uit Estland. Oostenrijk eindigde uiteindelijk op de derde plaats met 342 punten, waarvan 271 van de juries, en 71 punten van de televoting. 
1957 · 1958 · 1959 · 1960 · 1961 · 1962 · 1963 · 1964 · 1965 · 1966 · 1967 · 1968 · 1969-1970 · 1971 · 1972 · 1973-1975 · 1976 · 1977 · 1978 · 1979 · 1980 · 1981 · 1982 · 1983 · 1984 · 1985 · 1986 · 1987 · 1988 · 1989 · 1990 · 1991 · 1992 · 1993 · 1994 · 1995 · 1996 · 1997 · 1998 · 1999 · 2000 · 2001 · 2002 · 2003 · 2004 · 2005 · 2006 · 2007 · 2008-2010 · 2011 · 2012 · 2013 · 2014 · 2015 · 2016 · 2017 · 2018 · 2019 · 2020 · 2021 · 2022 · 2023 · 2024 · 2025
Albanië · Armenië · Australië · Azerbeidzjan · België · Bulgarije · Cyprus · Denemarken · Duitsland · Estland · Finland · Frankrijk · Georgië · Griekenland · Hongarije · Ierland · IJsland · Israël · Italië · Kroatië · Letland · Litouwen · Macedonië · Malta · Moldavië · Montenegro · Nederland · Noorwegen · Oekraïne · Oostenrijk · Polen · Portugal · Roemenië · Rusland · San Marino · Servië · Slovenië · Spanje · Tsjechië · Verenigd Koninkrijk · Wit-Rusland · Zweden · Zwitserland